# Tradizioni e folclore di Raffadali
Feste tradizionali nel comune di Raffadali, in provincia di Agrigento

## Storia
Tra i culti più antichi vi è quello della Madonna degli infermi, protettrice del paese, la cui festa si celebra la seconda domenica di luglio. La festa trae origine dagli eventi miracolosi verificatisi durante la pestilenza del 1479, prima della rifondazione di Raffadali ad opera di Pietro Montaperto. In quell’epoca al posto di Raffadali vi erano tre piccoli villaggi. Secondo la leggenda, dopo che un religioso fu visitato dalla Madonna in sogno, l’epidemia ebbe termine nel giro di poche settimane. La fine dell’epidemia fu attribuita alla Vergine Maria, cui fu dedicata la festa della Madonna degli Infermi.
La Madonna è raffigurata in una statua lignea custodita nella chiesa madre del paese, scolpita nel 1585 da Nicolò Buttafuoco, che secondo la tradizione sarebbe stata ricavata dal tronco di un albero dalle cui radici sgorgava acqua miracolosa.
Una tradizione più antica vede come patrona di Raffadali santa Oliva.

## Eventi
Natale
Nel Periodo natalizio vengono cantate le novene intorno ad una nicchia di sparacella con bambagia e arance. Di seguito inizia la pastorale, piccola recita teatrale che vede come suo protagonista Nardo, un pastore pasticcione. È tradizione mangiare i purciddati, strudel riempiti con fichi secchi e mandorle triturate e il pane con i fichi.
Carnevale
A Raffadali il Carmevale è festeggiato con sfilate di carri allegorici e gruppi per le vie del paese e balli in maschera presso la via Nazionale, dal sabato al martedì grasso. Tradizionalmente vengongono preparati gli spingi (frittelle di pasta di farina e uova, o in alternativa di purea di patate, fritte in abbondante olio e addolciti con zucchero o miele) e la pignulata (dolce di pasta di farina e uova di forma cilindrica e dello spessore di un dito, fritto in olio e mescolato con zucchero riscaldato).
San Giuseppe, 19 marzo
Il 19 marzo, giorno di San Giuseppe, le famiglie devote imbandiscono presso la chiesa di San Giuseppe la Tavulata di San Giuseppi, ossia tavolate ricolme di tutte le specialità gastronomiche locali, offerte alle famiglie bisognose. Questa tradizione , unitamente alla processione del simulacro del santo,  si è interrotta intorno agli inizi degli anni novanta.
Pasqua
Il venerdì santo si svolgono rappresentazioni teatrali sacre su un palcoscenico stabile all'aperto. Tradizionalmente viene preparato u panareddu cu l'ovu (pasta di farina a forma di panierino con un uovo di gallina al forno). Di un certo impatto emotivo è l'incontro tra i simulacri di Maria addolorata e del Cristo appassionato all'interno della via crucis cittadina nella mattinata del venerdì santo.
Festa patronale della Madonna degli Infermi, mese di luglio
La festa risale al 1479 in seguito alla visione della Madonna che sarebbe stata vista in sogno da un religioso e avrebbe salvato il paese da una pestilenza. La Madonna avrebbe poi protetto il paese dalle altre epidemie e dal terremoto del 1693.
1º maggio
Raffadali fu in passato un importante centro del movimento contadino. Fin dal secondo dopoguerra il paese è noto per il corteo che viene organizzato il 1º maggio per la Festa dei Lavoratori, durante il quale i carri, sui quali si mettono in scena i principali mestieri, sfilano per la via principale. Tra le poche,  se non l'unica,  festa profana della zona.
Fiera del Rosario
La festa della Madonna del Rosario ha luogo tra il primo sabato e la prima domenica di ottobre. Oltre alle celebrazioni religiose, si svolge, il lunedì seguente, anche una fiera agricola e del bestiame.
Commemorazione dei defunti
In occasione del 2 novembre era usanza raccontare ai più piccoli che i defunti portassero loro doni come i pupi di zuccaru, e la frutta marturana, un dolce di pasta di mandorle a forma di frutta. Tuttora è  tradizione fare regali ai bambini. Tipica di questa ricorrenza è la cuccìa, dolce di frumento e ceci cotti arricchiti con zucchero o vino.

## Feste antiche
11 gennaio
L’11 gennaio si festeggiava, in passato, la Madonna degli Infermi per la scampata tragedia del terremoto del 1693.
Festa di Sant'Antonio
La festa, celebrata nell'omonima chiesa, quando Raffadali era ancora un paese agricolo, comprendeva la benedizione degli animali.
3 Maggio
Il 3 Maggio veniva celebrata la festa del ss.Crocifisso nell'omonima chiesa.  In passato, poco prima della processione,  venivano lanciate in aria piccole mongolfiere di carta colorata sospinte da aria calda.  Attualmente la chiesa in questione è chiusa in attesa di restauro e la festa viene celebrata nella chiesa principale ( chiesa Madre).
Assunzione di Maria
Il giorno in cui si celebra l’Assunzione di Maria, i contadini allestivano grandi falò nei campi per propiziarne la fertilità. Nei quindici giorni che precedevano la Madonna di lu mezzaustu, era tradizione recitare novene. I contadini andavano in processione per le campagne, e il corteo raccoglieva fasci di stoppie lasciati ai bordi delle strada con cui preparavano un grande falò, in cima  al quale ponevano u pupu, un fantoccio di paglia coperto di vecchi vestiti logori.

## Altre tradizioni
- Corpus Domini, maggio o giugno.
- Santa Lucia, 13 dicembre.